# Перидерма

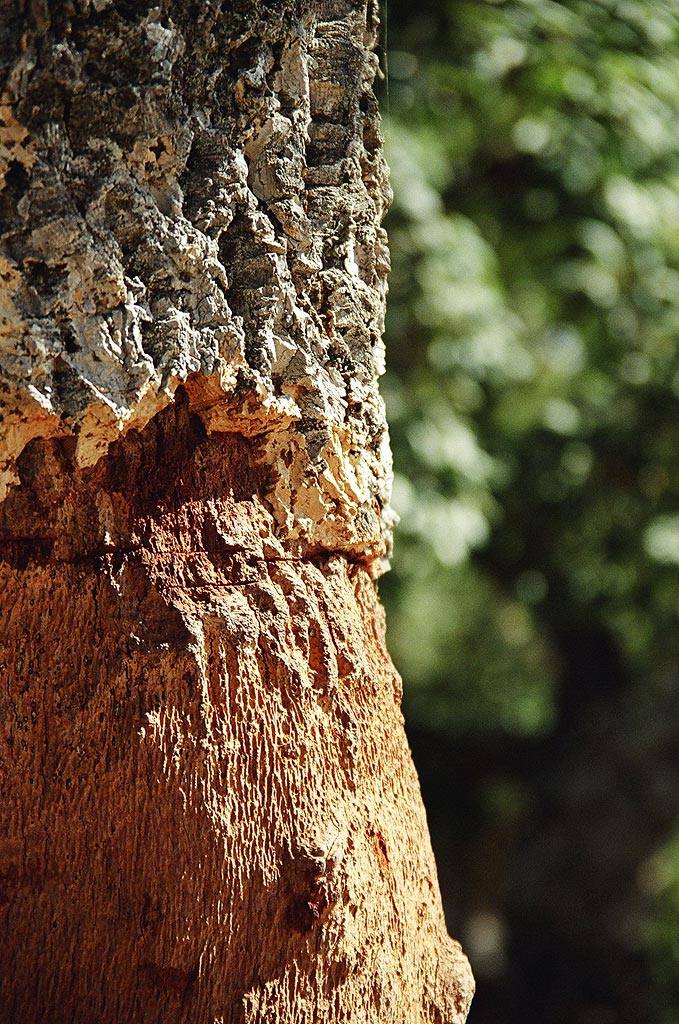
Обнажённая пробка (феллема) Пробковый дуб|пробкового дуба (Quercus suber)

Периде́рма (от греч. περι — около и греч. δερμα — кожа) — комплекс тканей, состоящий из феллогена и его производных — феллодермы (откладывается внутрь) и феллемы, или пробки (вторичной покровной ткани, откладывается наружу). Перидерма является одним из чётко выраженных конструктивных элементов строения стебля высших растений, которые невозможно отнести ни к тканям, ни к органам. Такие элементы называются анатомо-топографическими зонами.
В стеблях, кроющих чешуях почек замещает эпидерму. В корнях развивается под первичной корой, которая отмирает и сбрасывается. Перидерма имеется в стеблях, корнях, клубнях и корневищах многолетних (реже однолетних) растений.

## Образование
Вначале клетки феллогена вычленяются двумя последовательными периклинальными (параллельными поверхности) делениями из живых клеток постоянных тканей. Он может возникать из эпидермы (стебли яблони, ивы), субэпидермального слоя (стебли берёзы, липы, бузины), более глубоких слоев первичной коры (стебли барбариса, сосны) или перицикла (стебли малины, смородины, спиреи и корни большинства растений), а также флоэмы (стебли винограда). Из трёх образовавшихся клеток средняя становится клеткой феллогена.
Клетки феллогена также делятся периклинально, отчленяя наружу клетки феллемы (пробки), а внутрь — феллодермы. Феллемы всегда бывает больше, чем феллодермы (она состоит всего из 1—3 слоёв). Только что образовавшиеся клетки пробки почти идентичны клеткам феллогена, но по мере образования новых клеток ранее образовавшие оттесняются к периферии и приступают к дифференцировке.

## Строение
Перидерма состоит из комплекса различных по строению и функциям тканей:
- феллема (пробка) — вторичная покровная ткань, состоит из мёртвых клеток, заполненных воздухом или коричневыми смолистыми или дубильными веществами. В процессе опробковения на её первичную оболочку откладывается суберин, а со стороны клетки на субериновый слой откладывается целлюлозная вторичная оболочка. В стенках клеток пор нет.
- феллоген (пробковый камбий) — однослойная меристема, состоит из коротких клеток, таблитчатых в поперечном сечении.
- феллодерма состоит из живых, внешне похожих на клетки феллогена клеток. Они обычно содержат запасные вещества, которые используются феллогеном[4].

В отличие от экзодермы корня, клетки которой также опробковевают, но расположены в шахматном порядке, клетки всей перидермы и пробки в частности составляют радиальные ряды.
Так как внутренние ткани нуждаются в кислороде, но изолированы от атмосферы феллемой, в перидерме образуются специальные участки для газообмена — чечевички.

## Функции
Перидерма (особенно пробка) выполняет следующие функции:
- защита внутренних тканей от высыхания;
- водо- и газонепроницаемость;
- газообмен, осуществляемый через чечевички[1];
- теплоизоляция[5].